# Никандар Мисирац
Свети мученик Никандар Мисирац је хришћански светитељ. Кожа му је одерана, па је онда посечен за веру Христову. Кривица му је била та што је као лекар помагао хришћанским мученицима и тела погубљених чесно сахрањивао. Пострадао је 302. године.
Српска православна црква слави га 15. марта по црквеном, а 28. марта по грегоријанском календару.